# Aclastus transversalis
Aclastus transversalis là một loài tò vò trong họ Ichneumonidae.